# Le Miroir des pays
Le Miroir des pays (en turc : Mir'at Ül' Memalik) est un récit de voyage composé par l'amiral ottoman Seydi Ali Reis vers 1557 et relatant son périple depuis Istanbul jusqu'en Inde et son retour. 
En 1554, Seydi Ali Reis, connu pour ses faits d'armes en Méditerranée est chargé par le sultan Soliman le Magnifique de ramener à Suez, son port d'attache, la flotte ottomane de l'océan indien coincée à Bassorah dans le golfe Persique à la suite de l'échec de la campagne ottomane contre Ormuz menée par Piri Reis. Alors qu'il mène la formation vers le Yémen, l'amiral subit une attaque des Portugais puis, le restant des navires subit une violente tempête les faisant dériver jusqu'aux côtes indiennes. La majorité des hommes d'équipage choisit de rester en Inde, se mettant au service des souverains musulmans locaux et Seydi Ali Reis ne rentre à Istanbul que plusieurs années plus tard après un long périple par voie de terre via l'Asie centrale.
La traduction  de l'ouvrage en français a été effectuée par l'historien spécialiste de l'empire ottoman Jean-Louis Bacqué-Grammont en 1999.